# James F. Hinkle
James Fielding Hinkle (Condado de Franklin, Misuri; 20 de octubre de 1862-Roswell, Nuevo México; 26 de marzo de 1951) fue un político estadounidense miembro del Partido Demócrata que se desempeñó como gobernador de Nuevo México de 1923 a 1925.

## Biografía
Hinkle nació en el condado de Franklin, Misuri, el 20 de octubre de 1862. Estudió en la Universidad de Misuri. En 1885 se mudó a Nuevo México y estableció una exitosa carrera comercial.
Tras fungir como gobernador por dos años de 1923 a 1925, Hinkle fue elegido más tarde como Comisionado de Tierras Públicas de Nuevo México y fungió en ese cargo de 1931 a 1933. 
Después de dejar los cargos públicos, permaneció activo en el negocio. Murió en Roswell, Nuevo México el 26 de marzo de 1951. En 1964, fue incluido en el Salón de los Grandes del Viejo Oeste del Museo Nacional del Vaquero y el Patrimonio del Viejo Oeste por su contribución a la industria ganadera.